# Henning Rudolf Horn af Rantzien
Henning Rudolf Horn af Rantzien (1651 i Pommern-1730), var en svensk general.
Horn deltog i Karl XIs krig, blev 1695 kommandant i Narva og forsvarede denne fæstning, da zar Peter den store 1700 angreb Narva, en belejring, der hævedes ved Karl XIIs store sejr i november. Kort efter blev Horn generalmajor.
August 1704 lykkedes det imidlertid zaren at tage Narva, og Horn blev taget til fange. Han behandledes på en hård og brutal måde og udveksledes først 1715. Siden udnævntes han til generalfelttøjmester, 1719 rigsråd og 1720 greve.